# ماورو روسي
ماورو روسي هو منافس ألعاب قوى إيطالي، ولد في 1 يونيو 1973 في روما في إيطاليا.

## وصلات خارجية
- ماورو روسي على موقع الاتحاد الدولي لألعاب القوى (الإنجليزية)